# 오류 (소류급 잠수함)

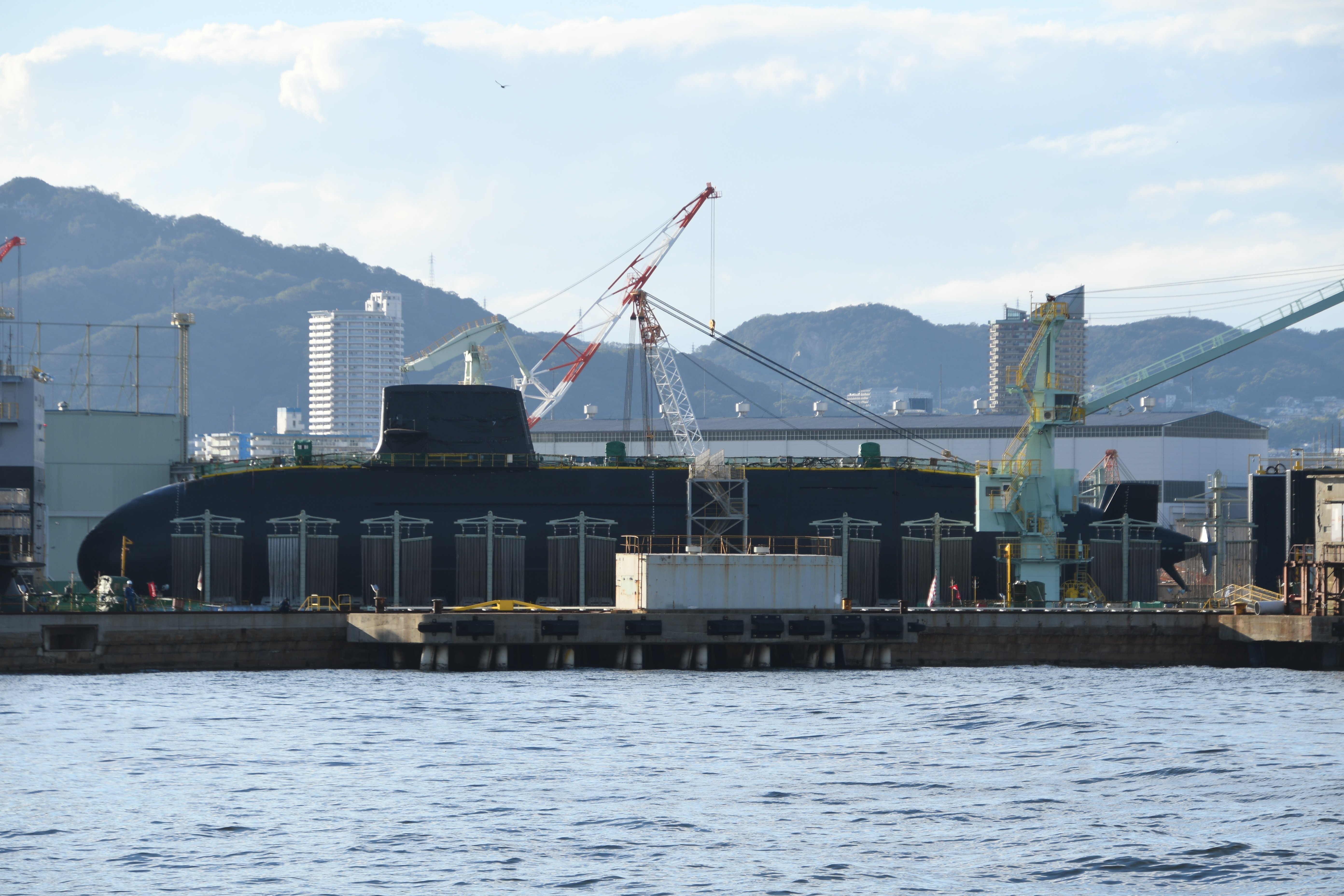

오류는 일본 해상자위대의 소류급 잠수함의 11번째함이다. 일본 잠수함 최초로 리튬이온 배터리를 장착했다.

## 역사
2018년 10월 4일 진수했다.

## 리튭이온 배터리
2차대전이나 현대의 디젤 잠수함은 모두 납축전지를 배터리로 사용한다. 8시간 충전을 해야 한다. 반면에 아이폰 등에 사용되는 리튬이온 배터리는 1시간만 충전하면 된다. 잠수함의 스텔스 성능이 크게 떨어지는 배터리 충전시간만 비교해도, 8배 고성능이 된다.
현대의 디젤 잠수함은, 주로 스노클을 이용해 디젤 엔진으로 잠수하며 항해하지만, 리튬 잠수함은 평소에도 디젤 엔진을 끄고, 배터리만으로 잠수 항해를 할 수 있다. 그만큼 소음이 적어서 스텔스 성능이 크게 향상된다.
오류함의 리튬이온 배터리는 기존 소류급 잠수함의 납축전지 보다 2배 용량이라고 한다. 기존의 AIP 수소 연료전지를 제거했다.